# Cuddesdon
Cuddesdon est un village et une paroisse civile de l'Oxfordshire, en Angleterre, situé à environ 9 km à l'est de la ville d'Oxford, dans le district du South Oxfordshire. La paroisse, qui inclut également les hameaux voisins de Denton et Chippinghurst, comptait 502 habitants au moment du recensement de 2001.
Le village abrite notamment le séminaire anglican de Ripon College Cuddesdon (en), qui trouve ses origines dans le Cuddesdon College fondé en 1854 par l'évêque d'Oxford Samuel Wilberforce.